# Volvic
Volvic (фр. Volvic) — марка минеральной воды. Её источник находится в разломе Шен-де-Пюи-Лимань, в региональном парке вулканов Овернь, на территории департамента Пюи-де-Дом во Франции. Более 50 % продукции Volvic экспортируется в более чем шестьдесят стран мира. Два завода по розливу производят более миллиарда бутылок воды в год и являются основными работодателями местной коммуны Вольвик.

## История
Первый из источников в этом районе был открыт в 1922 году, а первые бутылки появились на рынке в 1938 году. В 1993 году компанию приобрела группа Danone. С 1997 года Volvic использует PETE , перерабатываемый материал, для производства своих бутылок. 
В 2020 году компания стала углеродно-нейтральной и заключила партнерство с киберспортивной организацией Berlin International Gaming. 

## Разновидности и сорта
Volvic также выпускает воду с натуральным фруктовым ароматизатором под названием Volvic Touch of Fruit, с вариантами без сахара. Последние вкусы включают клубнику, летние фрукты, апельсин, персик, вишню, лимон и лайм. Другие доступные серии: Volvic Juiced (вода с фруктовым соком из концентрата ) и Volvic Sparkling (газированная ароматизированная вода, похожая на Touch of Fruit). Выпускаются также холодные чаи с экстрактом гибискуса, мяты и огурца.